# Rullemarie
En rullemarie er en fjernstyret robot, der bruges til at undersøge, fjerne og uskadeliggøre ting, som mistænkes for at være bomber, ammunition, fyrværkeri eller ustabile kemiske stoffer. Ammunitionsrydningstjenesten har i Danmark et antal af disse robotter af typen Rullemarie. 
Robotterne anvendes i stedet for mennesker til at undersøge og uskadeliggøre farlige emner. Hvis genstanden af sikkerhedshensyn ikke kan uskadeliggøres eller destrueres på stedet, samler robottens arm den op og transporterer den væk. Derved kan personskade undgås.
Rullemarie transporteres rundt i en lastbil, hvorfra den bliver styret. Via et kamera i vognen styres aktionen på sikker afstand.
For at undgå at radiobølger skal udløse en eksplosion anvendes kabler mellem robot og køretøj.
Antallet af robotter er fortroligt, men ifølge lederen ved Ammunitionsrydningstjenesten i Skive har de "nok".
Rullemarie har bl.a. været indsat ved bombesprængningen på Hotel Jørgensen.

## Angreb på en Rullemarie
I weekenden 2.–3. juni 2007 valgte politiet at bruge en robot til at skabe kontakt til en 58-årig sindsforvirret mand, som havde forskanset sig i et sommerhus ved Tversted i Nordjylland. 

Robotten havde en hvid seddel med i kloen, men den læste manden aldrig. I stedet for skød han mod robotten, da den nærmede sig huset, og den blev ramt af skud i tårnet, i selve kroppen og i kameraet. Bagefter slog han løs på den med en økse. Robotten kunne ikke repareres.
En ny Rullemarie koster ca. 1,8 mio. kr, og Karen Hækkerup, der er retsordfører for Socialdemokraterne, mener det er for dyrt og har forespurgt justitsminister Lene Espersen, om politiet i fremtiden kan nøjes med en almindelig legetøjsrobot.